# Allen Klein
Allen Klein, född 18 december 1931 i Newark i New Jersey, död 4 juli 2009 i New York i New York (Alzheimers sjukdom), var en amerikansk manager som ombads att reda ut Beatles röriga affärer efter Brian Epsteins död.

## Historia
Klein var son till ungerskjudiska immigranter i New York. Han tog examen i New Jersey 1956 och jobbade med redovisning varefter han kom att få kontakter med underhållningsbranschen. 1957 hjälpte han sångaren Bobby Darin att få ut 100 000 dollar som Klein påstod att skivbolaget var skyldigt denne. Han hade för övrigt själv lagt fram förslaget för Darin, som på inget vis sökt upp honom. Detta innebar ett genombrott för Klein som hård förhandlare åt artister. Han hjälpte 1963 – 64 Sam Cooke och, efter dennes död, hans änka. 1967 köpte Klein skivbolaget Cameo Parkway och fick rättigheterna till en rad amerikanska pophits. Han ersatte 1965 den nedgångne Andrew Loog Oldham som manager för Rolling Stones och Mick Jagger rekommenderade honom för Paul McCartney. Senare kom dock Jagger att tvivla på Klein och sparkade honom i juli 1970. Innan dess, i februari 1969, blev Klein manager åt The Beatles men Paul McCartney (som hellre ville ha sin svärfar) kom aldrig att skriva under något avtal med Klein. Denne såg till att höja gruppens royalties och ryckte upp bolaget Apple, som präglades av en rörig ledning vid denna tid. (Paul McCartney skrev i stället en sång om Klein - You Never Give Me Your Money - som kom med på LP:n Abbey Road).
Med sin råa stil och sina nedskärningar i organisationen skaffade sig Klein många fiender men framstod även som effektiv och framgångsrik i sina försök få ordning på gruppens affärer. Klein hjälpte John Lennon med filmen Imagine och George Harrison med konserten för Bangladesh men kom på kant med dem båda då han försökte frysa pengarna Harrison drog in till Unicef till 1980-talet och även föreslog Lennon att denne skulle uppträda utan Yoko Ono (vilket han ansåg bättre för Lennon rent kommersiellt). Under 1970-talet figurerade Klein i en rad juridiska processer med Apple och f d medlemmar i The Beatles. Hans bolag ABKCO hade även skaffat sig rättigheterna till Stones inspelningar från 1960-talet och under 1980-talet köpte han även en del av Phil Spectors katalog. Klein har senare även producerat en del filmer och förblev en hård men framgångsrik jurist under 1990- och 2000-tal.